# Uniejów Parcele
Uniejów Parcele este o arie protejată (sit de importanță comunitară — SCI) din Polonia întinsă pe o suprafață de 3,7 ha, integral pe uscat.

## Localizare
Centrul sitului Uniejów Parcele este situat la coordonatele 50°25′42″N 19°57′00″E / 50.4284°N 19.9501°E.

## Înființare
Situl Uniejów Parcele a fost declarat sit de importanță comunitară în octombrie 2009 pentru a proteja un număr necunoscut de specii din flora spontană și fauna sălbatică aflate în arealul zonei.

## Biodiversitate
Situată în ecoregiunea continentală, aria protejată conține 1 habitat natural: Pajiști uscate seminaturale și facies de acoperire cu tufișuri pe substraturi calcaroase (Festuco-Brometalia) (* situri importante pentru orhidee).
La baza desemnării sitului se află un număr nedeclarat de specii protejate.